# WCT Finals 1982 - Singolare
Il singolare del WCT Finals 1982 è stato un torneo di tennis facente parte della categoria World Championship Tennis.
John McEnroe era il detentore del titolo, ma ha perso in finale 6–2, 3–6, 6–3, 6–3 contro Ivan Lendl.

## Teste di serie
| 1. John McEnroe (finale) | 1. Ivan Lendl (campione) |

## Tabellone

### Legenda
| - Q = Qualificato - WC = Wild card - LL = Lucky loser | - ALT = Alternate - SE = Special Exempt - PR = Protected Ranking | - w/o = Walkover - r = Ritirato - d = Squalificato |

|  | Quarti di finale | Quarti di finale | Quarti di finale | Quarti di finale | Quarti di finale | Quarti di finale | Quarti di finale |  |  | Semifinali     | Semifinali     | Semifinali     | Semifinali     | Semifinali | Semifinali | Semifinali |   |   | Finale       | Finale       | Finale       | Finale | Finale | Finale | Finale |  |
|  |                  |                  |                  |                  |                  |                  |                  |  |  |                |                |                |                |            |            |            |   |   |              |              |              |        |        |        |        |  |
|  | 1                | John McEnroe     | 5                | 6                | 2                | 710              | 6                |  |  |                |                |                |                |            |            |            |   |   |              |              |              |        |        |        |        |  |
|  |                  | Bill Scanlon     | 7                | 4                | 6                | 68               | 4                |  |  | John McEnroe   | John McEnroe   | John McEnroe   | John McEnroe   | 6          | 6          | 79         |   |   |              |              |              |        |        |        |        |  |
|  | Tomáš Šmíd       | Tomáš Šmíd       | Tomáš Šmíd       | Tomáš Šmíd       | 4                | 65               | 3                |  |  | Eddie Dibbs    | Eddie Dibbs    | Eddie Dibbs    | Eddie Dibbs    | 4          | 4          | 67         |   |   |              |              |              |        |        |        |        |  |
|  | Eddie Dibbs      | Eddie Dibbs      | Eddie Dibbs      | Eddie Dibbs      | 6                | 7                | 6                |  |  |                |                |                |                |            |            |            |   |   | John McEnroe | John McEnroe | John McEnroe | 2      | 6      | 3      | 3      |  |
|  | José Luis Clerc  | José Luis Clerc  | 7                | 2                | 2                | 6                | 4                |  |  |                |                | Ivan Lendl     | Ivan Lendl     | Ivan Lendl | 6          | 3          | 6 | 6 |              |              |              |        |        |        |        |  |
|  | Vijay Amritraj   | Vijay Amritraj   | 64               | 6                | 6                | 2                | 6                |  |  | Vijay Amritraj | Vijay Amritraj | Vijay Amritraj | Vijay Amritraj | 1          | 0          | 5          |   |   |              |              |              |        |        |        |        |  |
|  |                  | Wojciech Fibak   | Wojciech Fibak   | 1                | 4                | 6                | 65               |  |  | Ivan Lendl     | Ivan Lendl     | Ivan Lendl     | Ivan Lendl     | 6          | 6          | 7          |   |   |              |              |              |        |        |        |        |  |
|  | 2                | Ivan Lendl       | Ivan Lendl       | 6                | 6                | 3                | 7                |  |  |                |                |                |                |            |            |            |   |   |              |              |              |        |        |        |        |  |